# Södermanlands runinskrifter 52
Södermanlands runinskrifter 52 är en vikingatida runsten som står intill bron över Mälsundet i Långhalsen och i Bettna socken, Flens kommun. 
Platsen har kallats Märings spång. Den är av gråaktig granit, 90 centimeter hög, 45-70 centimeter bred och 30 centimeter tjock. Runhöjden är 9-10 centimeter.
Stenen återfanns 1935 i samband med ett vägarbete och dess överdel saknades redan då. Hela runristningen är dock känd genom en äldre avbildning av Johan Peringskiöld. Ornamentiken visar en runslinga som är korsad i basen men både kopplet och korset saknas.
Ristningen är sannolikt ett arvsdokument som i ortnamnet Gerunn benämner en gårdsäga och två av dess ägare.

## Inskriften
Translitterering av runraden:
faraukiR : rais(t)[i : stain : þina]si : [a]t : ulaif : faþur sin han : at : kaiR[uni]
Normalisering till runsvenska:
FrøygæiRR ræisti stæin þennsi at Olæif, faður sinn. Hann atti GæiRunni.
Översättning till nusvenska:
Fröger reste denna sten efter Olev, sin fader. Han ägde Gerunn.